# 남원국악예술고등학교
남원국악예술고등학교(南原國樂藝術高等學校)는 대한민국 전북특별자치도 남원시 월락동에 있는 사립 고등학교이다.

## 학교 연혁
- 1980년 5월 15일 : 남촌 이남근 선생 학교 법인 남녕학원 설립
- 1980년 11월 26일 : 남원상업고등학교 설립인가
- 1981년 2월 13일 : 초대 교장 이현중 선생 취임
- 1981년 3월 7일 : 제1회 신입생 300명 (5학급) 입학식
- 1981년 10월 24일 : 본관 3층(30교실) 준공식 및 개교식 거행
- 1984년 2월 11일 : 제1회 졸업식
- 1984년 10월 17일 : 특별교실 별관 8개실 신축
- 1984년 12월 3일 : 제2대 이사장 이상호 선생 취임
- 1991년 5월 20일 : 취타대 창단
- 1997년 9월 13일 : 남원정보국악고등학교로 교명 변경
- 1998년 6월 12일 : 학교법인 한경학원으로 명칭 변경
- 2007년 3월 1일 : 로뎀학원, 남원국악예술고등학교로 법인 및 교명 변경
- 2010년 12월 28일 : 학교법인 로뎀나무학원으로 법인명 변경
- 2016년 6월 13일 : 연기영상과로 학과명 변경
- 2019년 8월 5일 : 사랑관 준공 (여자 기숙사)
- 2022년 6월 9일 : 남촌관 준공
- 2022년 9월 1일 : 제12대 교장 정운철 선생 취임
- 2022년 12월 14일 : 제5대 이사장 김만열 선생 취임
- 2023년 12월 19일 : 제41회 졸업식(59명, 총인원 6,128명)

## 설치 학과
- 무용과
- 국악성악과
- 국악기악과
- 실용음악과
- 연기영상과

## 참고 자료
- 남원국악예술고등학교 - 한국교육학술정보원 학교알리미